# 플라워 (대한민국의 음악 그룹)
플라워는 1999년에 결성한 음악 그룹이다. 초기 구성원은 고성진(기타), 김우디(베이스), 고유진(보컬)이었다. 2004년에 야다 리드보컬이던 전인혁이 기타리스트로 플라워에 들어왔으며, 2005년에 고성진과 김우디가 탈퇴하고, 김정민과 함께 리플레이라는 그룹을 결성해 활동을 했지만 인기는 많이 가지 못했고 리플레이가 해체되면서 2005년부터 2010년까지 고성진과 김우디는 활동을 하지 않았으며 대표곡으로는 〈눈물〉, 〈Endless〉 등이 있다. 2006년, 전인혁이 군대에 입대하면서 플라워는 자동 해체되었다. 그 후 2010년에 원년멤버(고유진, 고성진, 김우디)로 재결성했다.

## 구성원
| 이름   | 소개 |
| ------ | --- |
| 고유진 | - 본명 : 고한규 - 출생 : 1976년 4월 8일(49세) - 출생지 : 대한민국 - 학력 : 그리스도대학교 성악 학사 (졸업) - 포지션 : 메인보컬 - 활동기간 : 1999년 ~ 2006년 / 2010년 ~ 현재 |
| 김우디 | - 본명 : 김선원 - 출생 : - 출생지 : 대한민국 - 학력 : 경원대학교 (졸업) - 포지션 : 베이스 - 활동기간 : 1999년 ~ 2006년 / 2010년 ~ 현재                                      |
| 고성진 | - 이름 : 고성진 - 출생 : - 출생지 : 대한민국 - 포지션 : 기타 - 활동기간 : 1999년 ~ 2006년 / 2010년 ~ 현재                                                                   |

## 발매 앨범
- 1999년 9월 9일 1집 《Tears...》 - 눈물
- 2000년 6월 9일 2집 《Bloom》 - Good Bye
- 2000년 11월 1일 2.5집 《소품집》 - Endless
- 2001년 6월 1일 3집 《Bandlife》 - Crying
- 2004년 10월 12일 3.5집 《소품집 2 - All Together》 - 이 곳에서
- 2005년 3월 21일 4집 《Flower 4th》 - 여기까진가요
- 2010년 6월 3일 5집 《Flower Tunes (Flower 5th & Special Edit)》 - 기억해... 사랑해...
- 2011년 2월 16일 5.5집 《Everything-Inside Of Me》 - You Are My Everything
- 2011년 4월 15일 《My Darling》 - My Darling
- 2011년 10월 28일 《Broken Yesterday》 - Broken Yesterday
- 2012년 12월 14일 《사랑이 오는가봐요》 - 사랑이 오는가봐요
- 2013년 5월 30일 《고백데이》 - 고백데이
- 2014년 9월 30일 《되감기》 - 되감기
- 2015년 8월 28일 〈Kiss Me〉 - Kiss Me